# Dorință, Prudență (film)
Dorință, Prudență (Pinyin Sè, Jiè) este un film taiwanez regizat de Ang Lee și produs în anul 2007. Este al doilea film al lui Lee care a câștigat "Leul de Aur" la Festivalul de Film de la Veneția.
Pelicula este un thriller de spionaj, bazat pe o scurtă povestire chineză cu același nume publicată în 1979.